# 十日町村
十日町村（とおかまちむら）は、かつて新潟県古志郡にあった村。

## 沿革
- 1889年（明治22年）4月1日 - 町村制施行に伴い古志郡十日町村、小島古新田、片田村が合併し、十日町村が発足。
- 1901年（明治34年）11月1日 - 古志郡高島村と合併し、十日町村を新設。
- 1954年（昭和29年）11月1日 - 長岡市に編入され消滅。